# Роттах-Эгерн
Роттах-Эгерн (нем. Rottach-Egern) — община в Германии, в земле Бавария. 
Подчиняется административному округу Верхняя Бавария. Входит в состав района Мисбах.  Население составляет 5619 человек (на 31 декабря 2010 года). Занимает площадь 59,10 км².
Коммуна подразделяется на 19 сельских округов.